# Okręg wyborczy nr 3 do Parlamentu Europejskiego w Polsce
Okręg wyborczy nr 3 do Parlamentu Europejskiego w Polsce – okręg wyborczy obejmujący teren województw podlaskiego i warmińsko-mazurskiego, z siedzibą okręgowej komisji wyborczej w Olsztynie.

## Wyniki wyborów
| Podział 2 mandatów: PO: 1 LPR: 1 |

| Podział 2 mandatów: PO: 1 PiS: 1 |

| Podział 2 mandatów: PO: 1 PiS: 1 |

| Podział 3 mandatów: KE: 1 PiS: 2 |

| Podział 2 mandatów: KO: 1 PiS: 1 |

## Reprezentanci okręgu
| PE   | Rok  | Poseł KW        | Poseł KW       | Poseł KW         | Poseł KW        | Poseł KW       | Poseł KW |
| ---- | ---- | --------------- | -------------- | ---------------- | --------------- | -------------- | -------- |
| VI   | 2004 |                 | B. Kudrycka PO |                  | B. Rogalski LPR | –              | –        |
| VI   | 2007 | K. Hołowczyc PO |                |                  | B. Rogalski LPR | –              | –        |
| VII  | 2009 | K. Lisek PO     |                | J. Kurski PiS    |                 | –              | –        |
| VIII | 2014 | B. Kudrycka PO  | K. Karski PiS  |                  |                 | –              | –        |
| IX   | 2019 |                 | K. Karski PiS  | T. Frankowski KE |                 | K. Jurgiel PiS |          |
| X    | 2024 |                 | J. Protas KO   | M. Wąsik PiS     | –               | –              |          |

### Wybory do Parlamentu Europejskiego 2004
| Komitet wyborczy                                      | Komitet wyborczy                                                      | Głosów | %     | Mandaty | Wybrani posłowie                      |
| ----------------------------------------------------- | --------------------------------------------------------------------- | ------ | ----- | ------- | ------------------------------------- |
|                                                       | Platforma Obywatelska RP                                              | 95 106 | 26,99 | 1       | Barbara Kudrycka, Krzysztof Hołowczyc |
|                                                       | Liga Polskich Rodzin                                                  | 65 926 | 18,71 | 1       | Bogusław Rogalski                     |
|                                                       | Samoobrona Rzeczpospolitej Polskiej                                   | 45 717 | 12,97 | –       |                                       |
|                                                       | Prawo i Sprawiedliwość                                                | 40 412 | 11,47 | –       |                                       |
|                                                       | KKW Sojusz Lewicy Demokratycznej – Unia Pracy                         | 31 120 | 8,83  | –       |                                       |
|                                                       | Polskie Stronnictwo Ludowe                                            | 18 796 | 5,33  | –       |                                       |
|                                                       | KWW Socjaldemokracji Polskiej                                         | 13 308 | 3,78  | –       |                                       |
|                                                       | Unia Wolności                                                         | 12 906 | 3,66  | –       |                                       |
|                                                       | Narodowy KWW                                                          | 6371   | 1,81  | –       |                                       |
|                                                       | Inicjatywa dla Polski                                                 | 5356   | 1,52  | –       |                                       |
|                                                       | Unia Polityki Realnej                                                 | 4108   | 1,17  | –       |                                       |
|                                                       | KWW Konfederacja Ruch Obrony Bezrobotnych                             | 3667   | 1,04  | –       |                                       |
|                                                       | KKW Krajowa Partia Emerytów i Rencistów – Partia Ludowo-Demokratyczna | 3364   | 0,95  | –       |                                       |
|                                                       | KWW – Ogólnopolski Komitet Obywatelski „OKO”                          | 3134   | 0,89  | –       |                                       |
|                                                       | Polska Partia Pracy                                                   | 2368   | 0,67  | –       |                                       |
|                                                       | Polska Partia Narodowa                                                | 772    | 0,22  | –       |                                       |
| Frekwencja: 17,61% Źródło: Państwowa Komisja Wyborcza |                                                                       |        |       |         |                                       |

### Wybory do Parlamentu Europejskiego 2009
| Komitet wyborczy                                      | Komitet wyborczy                                                       | Głosów  | %     | Mandaty | Wybrani posłowie |
| ----------------------------------------------------- | ---------------------------------------------------------------------- | ------- | ----- | ------- | ---------------- |
|                                                       | Platforma Obywatelska RP                                               | 159 943 | 38,31 | 1       | Krzysztof Lisek  |
|                                                       | Prawo i Sprawiedliwość                                                 | 121 921 | 29,20 | 1       | Jacek Kurski     |
|                                                       | KKW Sojusz Lewicy Demokratycznej – Unia Pracy                          | 59 194  | 14,18 | –       |                  |
|                                                       | Polskie Stronnictwo Ludowe                                             | 38 012  | 9,11  | –       |                  |
|                                                       | KKW Porozumienie dla Przyszłości – CentroLewica (PD+SDPL+Zieloni 2004) | 8596    | 2,06  | –       |                  |
|                                                       | Samoobrona Rzeczpospolitej Polskiej                                    | 8534    | 2,04  | –       |                  |
|                                                       | Prawica Rzeczypospolitej                                               | 7317    | 1,75  | –       |                  |
|                                                       | Unia Polityki Realnej                                                  | 5050    | 1,21  | –       |                  |
|                                                       | Libertas                                                               | 4355    | 1,04  | –       |                  |
|                                                       | Polska Partia Pracy                                                    | 3230    | 0,77  | –       |                  |
|                                                       | Polska Partia Socjalistyczna                                           | 1331    | 0,32  | –       |                  |
| Frekwencja: 20,20% Źródło: Państwowa Komisja Wyborcza |                                                                        |         |       |         |                  |

### Wybory do Parlamentu Europejskiego 2014
| Komitet wyborczy                                      | Komitet wyborczy                              | Głosów  | %     | Mandaty | Wybrani posłowie |
| ----------------------------------------------------- | --------------------------------------------- | ------- | ----- | ------- | ---------------- |
|                                                       | Prawo i Sprawiedliwość                        | 140 342 | 35,53 | 1       | Karol Karski     |
|                                                       | Platforma Obywatelska RP                      | 105 541 | 26,72 | 1       | Barbara Kudrycka |
|                                                       | KKW Sojusz Lewicy Demokratycznej – Unia Pracy | 41 422  | 10,49 | –       |                  |
|                                                       | Polskie Stronnictwo Ludowe                    | 36 221  | 9,17  | –       |                  |
|                                                       | Nowa Prawica – Janusza Korwin-Mikke           | 28 412  | 7,19  | –       |                  |
|                                                       | KKW Europa Plus Twój Ruch                     | 13 330  | 3,37  | –       |                  |
|                                                       | Solidarna Polska Zbigniewa Ziobro             | 10 209  | 2,58  | –       |                  |
|                                                       | Polska Razem Jarosława Gowina                 | 10 010  | 2,53  | –       |                  |
|                                                       | KWW Ruch Narodowy                             | 6462    | 1,64  | –       |                  |
|                                                       | Demokracja Bezpośrednia                       | 1574    | 0,40  | –       |                  |
|                                                       | Samoobrona                                    | 1517    | 0,38  | –       |                  |
| Frekwencja: 19,34% Źródło: Państwowa Komisja Wyborcza |                                               |         |       |         |                  |

### Wybory do Parlamentu Europejskiego 2019
| Komitet wyborczy                                      | Komitet wyborczy                                 | Głosów  | %     | Mandaty | Wybrani posłowie                |
| ----------------------------------------------------- | ------------------------------------------------ | ------- | ----- | ------- | ------------------------------- |
|                                                       | Prawo i Sprawiedliwość                           | 375 001 | 47,29 | 2       | Karol Karski, Krzysztof Jurgiel |
|                                                       | KKW Koalicja Europejska PO PSL SLD .N Zieloni    | 293 677 | 37,03 | 1       | Tomasz Frankowski               |
|                                                       | Wiosna Roberta Biedronia                         | 45 424  | 5,73  | –       |                                 |
|                                                       | KWW Konfederacja KORWiN Braun Liroy Narodowcy    | 38 866  | 4,90  | –       |                                 |
|                                                       | KWW Kukiz’15                                     | 28 512  | 3,60  | –       |                                 |
|                                                       | KKW Lewica Razem – Partia Razem, Unia Pracy, RSS | 11 517  | 1,45  | –       |                                 |
| Frekwencja: 38,93% Źródło: Państwowa Komisja Wyborcza |                                                  |         |       |         |                                 |

### Wybory do Parlamentu Europejskiego 2024
| Komitet wyborczy                                      | Komitet wyborczy                                                           | Głosów  | %     | Mandaty | Wybrani posłowie |
| ----------------------------------------------------- | -------------------------------------------------------------------------- | ------- | ----- | ------- | ---------------- |
|                                                       | KKW Koalicja Obywatelska                                                   | 256 889 | 37,36 | 1       | Jacek Protas     |
|                                                       | Prawo i Sprawiedliwość                                                     | 252 638 | 36,75 | 1       | Maciej Wąsik     |
|                                                       | Konfederacja Wolność i Niepodległość                                       | 87 388  | 12,71 | –       |                  |
|                                                       | KKW Trzecia Droga Polska 2050 Szymona Hołowni – Polskie Stronnictwo Ludowe | 54 087  | 7,87  | –       |                  |
|                                                       | KKW Lewica                                                                 | 24 776  | 3,60  | –       |                  |
|                                                       | KWW Bezpartyjni Samorządowcy – Normalna Polska w Normalnej Europie         | 6951    | 1,01  | –       |                  |
|                                                       | Normalny Kraj                                                              | 3054    | 0,44  | –       |                  |
|                                                       | PolEXIT                                                                    | 1743    | 0,25  | –       |                  |
| Frekwencja: 35,32% Źródło: Państwowa Komisja Wyborcza |                                                                            |         |       |         |                  |